# Joniec (village)
Pour les articles homonymes, voir Joniec.
Joniec (prononciation : [ˈjɔɲet͡s]) est un village polonais de la gmina de Joniec dans le powiat de Płońsk de la voïvodie de Mazovie dans le centre-est de la Pologne.
Le village est le siège administratif (chef-lieu) de la gmina appelée gmina de Joniec.
Il se situe à environ 15 kilomètres à l'est de Płońsk (siège du powiat) et à 52 kilomètres au nord-ouest de Varsovie (capitale de la Pologne).
Le village compte approximativement une population de 270 habitants en 2006.

## Histoire
De 1975 à 1998, le village appartenait administrativement à la voïvodie de Ciechanów.